# Archimede (sous-marin, 1939)
Pour les articles homonymes, voir Archimède (homonymie) et Archimede (sous-marin).
Le Archimede est un sous-marin de la classe Brin, en service dans la Regia Marina lancé à la fin des années 1930 et ayant servi pendant la Seconde Guerre mondiale.
Il est nommé en honneur de Archimède (287 av. J.-C.-212 av. J.-C.), un scientifique grec de Sicile (Grande-Grèce) de l'Antiquité, physicien, mathématicien et ingénieur.

## Caractéristiques
Les sous-marins de la classe Brin sont des versions améliorées de la précédente classe Archimede. Ces sous-marins avaient un déplacement de 1 000 tonnes en surface et de 1 254 tonnes en immersion. Les sous-marins mesuraient 72,47 mètres de long, avaient une largeur de 6,80 mètres et un tirant d'eau de 4,89 mètres. La classe était partiellement à double coque.
Pour la navigation de surface, les sous-marins étaient propulsés par deux moteurs diesel de 1 500 chevaux (1 119 kW), chacun entraînant un arbre d'hélice. En immersion, chaque hélice était entraînée par un moteur électrique de 550 chevaux-vapeur (410 kW). Ces moteurs électriques étaient alimentés par une batterie composée de 124 éléments. Ils pouvaient atteindre 17,3 nœuds (32,0 km/h) en surface et 7,8 nœuds (14,4 km/h) sous l'eau. En surface, la classe Brin avait une autonomie de 9 000 milles nautiques (17 000 km) à 8 nœuds (15 km/h), en immersion, elle avait une autonomie de 90 milles nautiques (170 km) à 4 nœuds (7,4 km/h).
Les sous-marins étaient armés de huit tubes lance-torpilles internes de 53,3 cm, quatre à l'avant et quatre à l'arrière. Ils transportaient un total de 14 torpilles. Ils étaient également armés d'un canon de pont de 100 mm OTO 100/47 pour le combat en surface. Le canon était initialement monté à l'arrière de la tour de contrôle (kiosque), mais il a été replacé sur le pont avant plus tard dans la guerre dans les bateaux sous-marins et la grande tour de contrôle a été reconstruite en un modèle plus petit. L'armement antiaérien léger consistait en une ou deux paires de mitrailleuses Breda Model 1931 de 13,2 mm.

## Construction et mise en service
Le Archimede  est construit par le chantier naval Cantieri navali Tosi di Taranto (Tosi) à Tarente en Italie, et mis sur cale le 23 décembre 1937. Il est lancé le 5 mars 1939 et est achevé et mis en service le 18 avril 1939. Il est commissionné le même jour dans la Regia Marina.

## Historique
La construction a été menée en secret pour dissimuler le fait que le sous-marin original de classe Archimede a été transféré aux nationalistes espagnols en 1937 pendant la guerre civile espagnole. Selon l'édition de 1941 de Jane's Fighting Ships, le Archimede aurait été perdu en 1940.
Après la mise en service du sous-marin, le Archimede subit des essais à Tarente, puis navigue jusqu'à la base qui lui est assignée dans le port de Massaoua, sur la mer Rouge. Il part de Tarente à Tobrouk où il reste deux jours. Il se rend ensuite à Port Saïd où il reste un jour. Il arrive sans incident à Massaoua au début de l'été 1939, après un voyage de 15 jours au départ de Tarente. Le Archimède fait partie du 82e escadron (VIIIe groupe de sous-marins).
La première croisière au départ de Massaoua commence le 5 décembre 1939. Il part avec deux ou trois autres sous-marins, se rend à Assab, effectue des exercices, principalement des plongées d'urgence en dehors du port pendant cinq ou six jours, puis revient à Massaoua.
La deuxième croisière au départ de Massaoua a lieu en janvier 1940. Il se rend de nouveau à Assab et effectue les mêmes exercices qu'auparavant. Il revient à Massaoua en 15 jours, et l'équipage débarque pendant deux mois dans un camp de repos près d'Asmara.
La troisième et dernière croisière en temps de paix a lieu en avril 1940, lorsqu'il visite Port Soudan où l'équipage a passé deux jours au port. Après une croisière de huit jours, il retourne à Massaoua où il est placé dans un dock flottant pour des réparations. Un tube lance-torpilles fuyait, et le réservoir de plongée d'urgence qui n'était pas satisfaisant est enlevé et un nouveau est installé.
Après l'entrée de l'Italie dans la Seconde Guerre mondiale en juin 1940, le Archimede reçoit l'ordre de partir en mer pour patrouiller au large de la Côte française des Somalis. Le 19 juin, le Archimede part de Massaoua sous le commandement du capitaine Elio Signorini. Le 20 juin, certains membres de l'équipage tombent malades à cause d'une fuite de chlorométhane du système d'air conditionné, mais personne n'y prête attention à l'époque. Dans la nuit du 23 juin, quatre marins sont morts d'un empoisonnement au chlorométhane, et à ce moment-là, le commandant Signorini décide d'arrêter la mission et de retourner à la base. En raison des problèmes de santé persistants de l'équipage, le Archimède doit se diriger vers Assab, où il arrive le 26 juin à 8 h 30. Vingt-quatre hommes gravement empoisonnés, dont le commandant Signorini et le chef machiniste, sont débarqués, et deux d'entre eux meurent plus tard, portant le nombre total de victimes à six. Un commandant temporaire, le capitaine de corvette Piomarta, est nommé et amène le Archimede d'Assab à Massaoua le 3 juillet. Le Archimede reste ensuite au port jusqu'en septembre 1940 pour y subir des réparations, et le réfrigérant de son système d'air conditionné est changé de chlorométhane à du fréon.
Au cours de sa deuxième mission de guerre, il est déployé au large de l'île de Périm pendant sept jours, quittant Massaoua le 20 décembre 1940, mais il ne voit aucun trafic ennemi.
Ses quatre missions suivantes se déroulent également sans incident, chacune d'une durée de cinq ou six jours.
En janvier 1941, lorsqu'il devient évident que l'Afrique orientale italienne finirait par tomber, il est décidé d'envoyer des sous-marins à Bordeaux pour essayer de les sauver de la destruction ou de la capture par les Britanniques. Tous les sous-marins sont modifiés pour le voyage : leurs réservoirs de carburant sont agrandis, certaines torpilles, des munitions de canon sont retirées ainsi que certains matériels non critiques.
Le Archimède, sous le commandement du capitaine de corvette Mario Salvatori, part le 3 mars 1941 avec le Alberto Guglielmotti et se dirige vers Bordeaux, dans la partie occupée de la France. Après avoir fait le tour de l'Afrique, et avoir été ravitaillé en carburant et en combustible par le pétrolier allemand Northmark en cours de route, il arrive finalement à Bordeaux le 7 mai 1941. Quant au Guglielmotti, il arrivé à Bordeaux le 6 mai 1941. Au total, le Archimede a parcouru plus de 12 700 milles nautiques (23 500 km) en 65 jours pour conclure sa septième patrouille de guerre. À son arrivée, le Archimede subit des travaux d'entretien et de réparation qui l'ont maintenu hors service jusqu'en septembre 1941.
Avec Mario Salvatori toujours à son commandement, le Archimede quitte Bordeaux le 10 octobre 1941 pour patrouiller au large de Gibraltar. Il arrive dans la zone qui lui a été assignée le 21 octobre 1941. A l'aube du 25 octobre, il aperçoit six destroyers ennemis et, immédiatement, il s'immerge et entend bientôt le « ping » de l'ASDIC. Les destroyers l'attaquent avec des charges de profondeur de 8 à 13 heures, puis de 14 à 21 heures. Le plancher de son pont est complètement détruit, toutes les lumières sont soufflées, les réservoirs de carburant fuient, les pompes sont mises hors service, les vitres des instruments ont éclaté, les manomètres sont endommagés et certains tubes lance-torpilles fuient. À part cela, le sous-marin a très bien survécu aux attaques. Il continue à naviguer à environ 520 milles nautiques (965 km) à l'ouest de Gibraltar et retourne sans autre incident à Bordeaux le 17 novembre pour y subir deux mois de réparations.
En janvier 1942, le lieutenant de vaisseau Gianfranco Gazzana Priaroggia prend le commandement du Archimede. Le 17 janvier 1942, il quitte Bordeaux et se dirige vers Lisbonne. Le Archimede a été chargé d'observer et de faire des rapports sur tout le trafic à destination et en provenance du port. Cinq ou six navires de propriété espagnole et argentine sont aperçus en train de quitter le port. Le 6 février 1942, il rentre à Bordeaux. Deux mois de réparations s'ensuivent au cours desquels le canon avant de 100/43 mm est retiré et un nouveau canon de pont de 100 mm/47 mm est installé.
Au début du mois de mai 1942, le Archimede quitte Bordeaux pour une mission de patrouille sur les côtes brésiliennes. Le 23 mai 1942, il aperçoit un croiseur et un destroyer (peut-être les USS Milwaukee (CL-5) et USS Moffet (DD-362)) que le commandant Gianfranco Gazzana Priaroggia identifie mal comme étant un croiseur de classe Pensacola. Le Archimede lance deux torpilles, et des explosions sont entendues, mais le sous-marin doit plonger et subir une attaque de grenades sous-marines par les destroyers. Il subit quelques dégâts électriques, mais cela ne l'empêche pas de continuer sa patrouille.
Enfin, le 15 juin, sur la route Buenos Aires-Trinidad, il aperçoit le cargo SS Cardina (5 586 tonneaux de jauge brute) battant pavillon panaméen et transportant 7 000 tonnes de graines de lin. À 12 h 45, heure locale, le Archimede tire une torpille qui touche le navire et le fait immédiatement gîter. L'équipage abandonne le navire quelques minutes plus tard, mais lorsque le navire ne semble pas couler, tout l'équipage revient au navire dans l'heure qui suit. Après quelques réparations, le moteur est mis en marche et le navire refait route. Vers 17 h 30, heure locale, les moteurs sont arrêtés et l'équipage abandonne de nouveau le navire. Le Archimede tire une autre torpille qui frappe sur bâbord, déchirant un énorme trou dans la coque. De plus, le sous-marin fait surface et commence à tirer avec son canon de pont. Trois impacts directs sont faits sur la coque du navire, qui coule à la position géographique de 4° 45′ N, 40° 55′ O. Le lendemain, il attaque sans succès le vapeur américain SS Columbian.
Le 15 septembre 1942, le Archimede, commandé par le lieutenant de vaisseau Guido Saccardo, part pour une nouvelle mission de patrouille dans la zone située entre Freetown et le cap Saint Roque. Après avoir navigué dans sa zone pendant quelques jours, il aperçoit un paquebot britannique converti en navire de troupes SS Oronsay (20 043 tonneaux de jauge brute) tôt le matin du 9 octobre 1942. À 5 h 15, le commandant Saccardo tire la première torpille et le manque. Zuliani, son second, prend la relève et touche le navire avec une deuxième torpille, trois autres torpilles sont tirées, et le navire coule finalement à 18 h 15 à la position approximative 4° 29′ N, 20° 58′ O. Pendant la nuit suivante, le Archimede attaque un autre paquebot converti en navire de transport de troupes, le SS Nea Hellas (16 991 tonneaux de jauge brute) Les torpilles frappent mais n'explosent pas, et le navire s'échappe à sa vitesse maximale. Le 17 novembre, le Archimede rentre à la base.
À 5 heures, le 15 février 1943, le Archimede quitte Bordeaux pour sa douzième et dernière mission. Vingt-cinq jours après son départ de Bordeaux, il arrive dans sa zone d'opération au large des côtes brésiliennes, à proximité des rochers Saint-Pierre et Saint-Paul. Pendant plus d'un mois, il patrouille dans cette zone sans apercevoir de navires ennemis.
Enfin, à 15 h 10 le 15 avril 1943, un hydravion Consolidated PBY Catalina PBY-5A (83-P-5) de l'escadron VP-83 de l'US Navy basé à Natal, au Brésil, alors qu'il volait à 7 300 pieds (2 220 m), voit le sous-marin qui faisait surface à environ 5-7 milles nautiques (10-12 km). Après avoir vu l'avion, le Archimede ouvre le feu avec ses mitrailleuses anti-aériennes. À une altitude de 6 000 pieds (1 820 m) et à une distance d'environ un demi-mille nautiques (800 m), le sous-marin étant sur le point de s'immerger, l'hydravion plonge immédiatement à un angle d'environ 60° et à environ 2 000 pieds (610 m), il lâche 4 bombes. Le sous-marin subit des dommages sur ses écoutilles avant qui sont arrachées, les installations d'éclairage sont détruites et un moteur diesel est rendu inopérant. En raison des dommages subis par les écoutilles avant, le Archimède n'a pas réussi à s'immerger. Quarante-cinq minutes après la première attaque, un autre Consolidated PBY Catalina PBY-5A (83-P-12) du même escadron arrive sur les lieux. À environ 1 400 mètres, l'hydravion et le sous-marin ouvrent le feu. Lors de cette première attaque, l'hydravion largue un chargement de quatre bombes à une altitude de 50/100 pieds (15/30 m). Une des bombes déchire l'écoutille arrière et enflamme le dépôt de pétrole au fond de l'écoutille. Les quatre torpilles amorcées dans les tubes arrière explosent également. Le Archimède plonge la poupe en premier, avec sa proue qui dépasse à un angle d'environ 50°. Six minutes après que les explosions aient été entendues, vers 16 h 25, le sous-marin coule à la position géographique de 3° 23′ S, 30° 28′ O. Les hydravions observent environ 30 à 40 survivants flottant dans l'eau, et trois radeaux sont largués pour eux. Un avion envoyé le lendemain n'arrive pas à localiser les survivants. Pendant ce temps, les radeaux dérivent pendant plusieurs jours, et les survivants aperçoivent un bateau à vapeur le septième jour, mais celui-ci ne les a pas vus. Bientôt, la plupart des hommes meurent à cause de leurs blessures et du manque d'eau. Le vingt-neuvième jour après le naufrage, le radeau s'échoue sur l'île de Bailique, près de la rive occidentale de l'Amazone ; un seul survivant est retrouvé vivant, faible et délirant, par deux pêcheurs brésiliens,.
| Date           | Navire     | Nationalité | Tonnage en tonneaux de jauge brute | Notes                |
| -------------- | ---------- | ----------- | ---------------------------------- | -------------------- |
| 15 juin 1942   | SS Cardina | Panama      | 5 586                              | Cargo                |
| 9 octobre 1942 | SS Oronsay | Royaume-Uni | 20 043                             | Transport de troupes |
| Total:         | Total:     | Total:      | 25 629 tonneaux                    |                      |